# Trastar
Trastar (Turdidae), tidigare trastfåglar, är en familj inom ordningen tättingar. Trastarnas systematik är omstridd. Familjen är nära släkt med flugsnapparna. Olika släkten har genom historien placerats ibland i den ena, ibland i den andra familjen.

## Beskrivning
Trastar förekommer främst, men inte enbart, i Gamla världen. De är kraftiga medelstora fåglar med mjuk fjäderdräkt. De är främst insektsätare, men vissa tenderar att vara allätare och de födosöker oftast på marken. Merparten av arterna har distinkta och vittljudande läten och flera arters sång brukar beskrivas som mycket vacker.

## Systematik
Denna stora familjs taxonomi har förändrats radikalt sedan 1990-talet. Förr delades familjen in i två underfamiljer, de egentliga trastarna i Turdinae och de mindre arterna i Saxicolinae.  Denna indelning har dock visat sig felaktig, där de flesta arter i Saxicolinae egentligen står närmare flugsnapparna i Muscicapidae, som rödhaken, stenskvättan och näktergalen, liksom även flera arter i Turdinae. Omvänt är arter som tidigare placerades i Saxicolinae istället egentliga trastar. 

### Släkten
Följande släkten verkar ingå i familjen Turdidae, i trolig systematisk ordning efter genetiska studier och släktesindelning enligt IOC:s lista:
- Grandala – grandala
- Sialia – sialior, 3 arter
- Stizorhina – 2 arter
- Neocossyphus – 2 arter
- Pinarornis – kopjetrast
- Myadestes – 13 arter (varav två utdöda)
- Chlamydochaera – fruktplockare, har tidigare placerats i familjerna Campephagidae och Muscicapidae men nära släkt med Cochoa
- Cochoa – 4 arter
- Ixoreus – sitkatrast
- Ridgwayia – aztektrast
- Cichlopsis – kanelskogstrast
- Entomodestes – 2 arter skogstrastar
- Hylocichla – fläckskogstrast
- Catharus – 13 arter skogstrastar
- Zoothera – 20-tal arter, varav en utdöd, inkluderar Geomalia
- Geokichla – 21 arter, tidigare en del av Zoothera
- Turdus – drygt 100 arter, varav två utdöda, inkluderar Cataponera, Psophocichla, Cichlherminia, Platycichla och Nesocichla

### Förhistoriska släkten
- Meridiocichla – medelhavstrast, släktskap i familjen oklar

### Släkten som numera placeras i andra familjer
- Chaetops – två arter, anses numera vara en distinkt familj som på distans är besläktad med Picathartes
- Amalocichla – två arter, placeras numera i familjen Petroicidae

För andra arter som tidigare placerades inom familjen trastar, se artikeln om flugsnappare (Muscicapidae).